# Cantone di Le Puy-en-Velay-4
Il Cantone di Le Puy-en-Velay-4 è una divisione amministrativa dell'Arrondissement di Le Puy-en-Velay.
È stato costituito a seguito della riforma approvata con decreto del 17 febbraio 2014, che ha avuto attuazione dopo le elezioni dipartimentali del 2015, rinominando il precedente cantone soppresso di Le Puy-en-Velay-Sud-Est, di cui mantiene l'originaria composizione.

## Composizione
Comprende parte della città di Le Puy-en-Velay e 2 comuni:
- Arsac-en-Velay
- Coubon